# Dalby församling, Lunds stift
Dalby församling är en församling i Torna och Bara kontrakt i Lunds stift. Församlingen ligger i Lunds kommun i Skåne län. Församlingen utgör ett eget pastorat.

## Administrativ historik
Församlingen har medeltida ursprung.
Församlingens var före 1645 moderförsamling i pastoratet Dalby och Hällestad som före 1530 även omfattade Bonderups församling. Från 1645 till 1 maj 1925 var den annexförsamling i pastoratet Hällestad och Dalby som från 1680 även omfattade Bonderups församling. Från 1 maj 1925 till 2002 var den moderförsamling i pastoratet Dalby, Hällestad och Bonderup som före 1962 även omfattade Gödelövs församling. År 2002 införlivades Hällestads församling och Bonderups församling och församlingen utgör därefter ett eget pastorat.

## Kyrkor
- Bonderups kyrka
- Dalby heligkorskyrka
- Hällestads kyrka